# Berges du Rhône
Les berges du Rhône ou quais du Rhône sont un ensemble de voies bordant le Rhône à Lyon.
À son arrivée à Lyon, le Rhône s'étale sur sa rive gauche, forme un bras mort -le Vieux Rhône - enserrant une zone appelée L'île de la pape sur la commune de Rillieux-la-Pape et rejoint le canal de dérivation, le canal de Jonage. Il passe ensuite entre le parc de la Tête d'Or et les contreforts de la colline de La Croix-Rousse pour s'écouler entre l'ancienne zone marécageuse des Brotteaux et le centre de la Presqu'île pour rejoindre la Saône au confluent de La Mulatière en face de Gerland.

## Histoire des berges et quais du Rhône

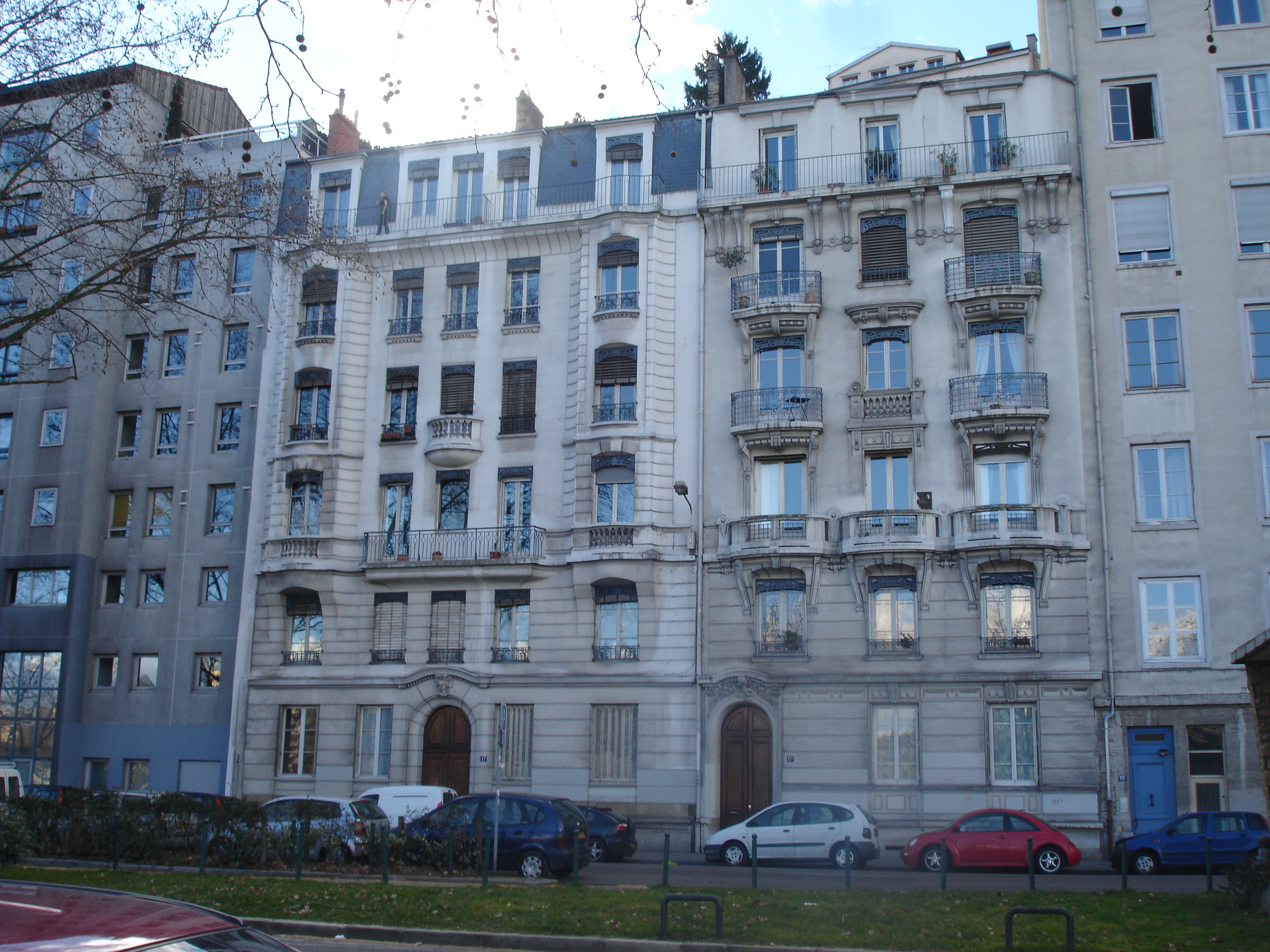
Immeuble de style sur le quai.

Le Rhône a un courant rapide en raison de sa pente. La statuaire le représente tel un homme fort.

Le fleuve charrie sable et cailloux. Son débit déplace constamment le chenal d'écoulement. Il connait des périodes de crues importantes et la largeur de son lit, sans aucun appui rocheux, ne favorise pas la construction de ponts solides. Seule la technique des caissons pneumatiques au XIXe siècle permettra d'assurer des fondations stables.
"Si le franchissement du Rhône à Lyon s'est probablement toujours effectué à l'emplacement actuel du pont de la Guillotière, tout du moins jusqu'au début du XVIIIe siècle, il est très difficile de savoir si un passage existe à cet endroit précis avant sa première mention archivistique de 1090." 

Il s'agit pourtant d'un accès à la ville de Lyon, pour le trafic venu d'Italie, notamment. Plusieurs ponts vont se succéder : vers 1550 le plan scénographique de Lyon montre un pont à plusieurs arches enjambant le fleuve. Les voyageurs ainsi que les marchandises qui y transitent sont soumis à un droit "de barre". Le nom de la rue qui, depuis la Presqu'ile, débouche sur ce pont, porte encore ce nom : rue de la Barre
Plusieurs digues sont érigées durant le XIXe siècle pour contrer les inondations successivement sur la rive gauche du Rhône, notamment celle de 1856,. La digue du Grand Camp est construite en 1859.
Des aménagements sont réalisés le long des deux berges du fleuve -- qui sert longtemps de "frontière" naturelle, la rive gauche n'entrant dans le domaine administratif de la ville qu'en 1852, date de l'annexion de la Guillotière --. En aval de ce pont, la ville va lancer le projet de la piscine municipale sur la lone de Béchevelin.
La rive droite du fleuve a été modifiée par la construction d'un axe routier important, puis par l'autoroute A7, ainsi que par des stationnements.
La rive gauche, dont une partie du lit du fleuve a été comblé par d'importants travaux dus à Soufflot, et sa chaussée surélevée, sera aménagée en cours (avenue plantée d'arbres). Le courant important ne permet pas d'y aménager un quai.

### Aménagement contemporain
En 1984, en amont des quais du Rhône, près du parc de la Tête d'Or, la foire de Lyon déménage à Chassieu pour devenir l'Eurexpo. La place libérée est utilisée pour réaliser la Cité internationale de Lyon qui comprend le Musée d'art contemporain de Lyon, des cinémas, un auditorium, le palais des congrès et le siège mondial d’Interpol.

#### Aménagement proprement dit des "berges du Rhône"
L'aménagement des berges du Rhône vise initialement à la création d'un espace de détente, piétonnier et cyclable sur les quais du Rhône par la suppression des places de stationnement. Il porte sur 10 hectares, sur un espace de 5 km de long, du parc de la Tête d'Or au parc Henry-Chabert.
Un cahier des charges est constitué en 2001, sur la question du remplacement des places de parkings et de l'endiguement des inondations, par l’Agence d’Urbanisme de Lyon. Le coût du projet est alors estimé à 15,5 millions d’euros. En 2002, le Grand Lyon lance le marché pour la conception de l'aménagement des berges, 8 équipes sont retenues puis 4.

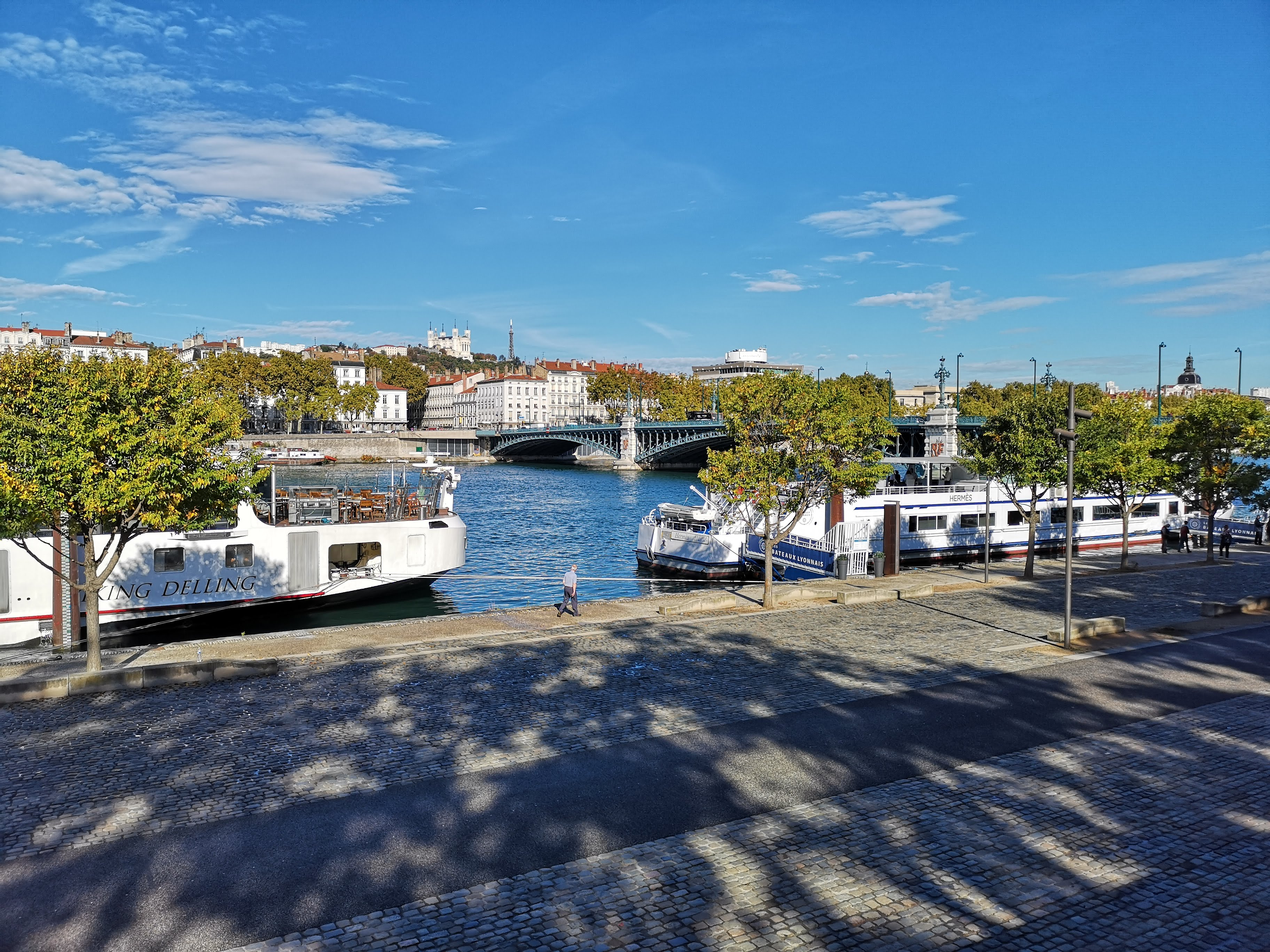
Les Berges du Rhône, avec le pont de l'université et la basilique Notre-Dame de Fourvière

L'équipe retenue est choisie en 2003, la même année une phase de concertation commence et l'avant-projet est réalisé. Durant la phase concertation, l'opposition municipale critique surtout la suppression des places de stationnements sur les berges du Rhône et leur remplacement par des parkings souterrains payants. Au deuxième trimestre 2004, un projet d'aménagement des quais du Rhône est présenté dans sa version définitive. Le Grand Lyon vote un budget pour le projet de 38,5 millions d'€.
" Il faut créer dans le lit majeur du fleuve un lieu à la fois urbain, naturel et social, relié aux quartiers traversés", expose Gilles Buna, adjoint au maire de Lyon chargé de l'urbanisme et du développement durable.
En 2005, les travaux d'aménagements commencent par la pose de duc-d'Albe, la même année les voitures quittent les berges du Rhône. Les travaux sont terminés durant le 3e et 4e trimestre 2007.
L'artiste Philippe Favier installe une œuvre participative le long du quai Claude Bernard : une longue table d'orientation, intitulée "J'aimerais tant voir Syracuse", et réalisée à partir de planches de chêne assemblées de façon à ménager une rambarde, soutenue par des montants en métal. De petites plaques de métal sont fixées sur les planches. Ces petites plaques métalliques portent le nom de lieux, réels ou imaginaires, dans le monde. Les plaques ont été installées à la fois par l'artiste mais aussi par des passants ; le souhait de l'artiste étant que l'œuvre demeure en évolution constante.

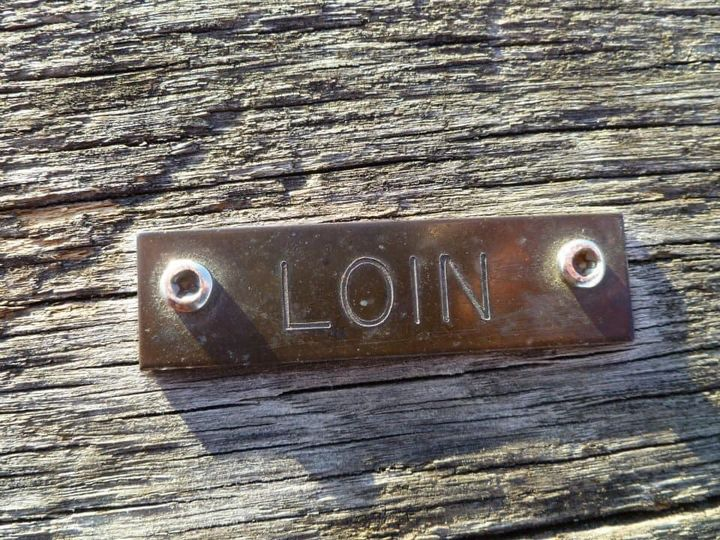

#### Aménagement postérieur
Sur la rive droite a été récemment ouvert le parc Saint-Clair, qui s'étire le long de la rive du fleuve, de l'entrée de Saint-Clair jusqu'au pont Poincaré, et rejoint le quartier de Saint-Clair en dénivelé par rapport au fleuve.
Les travaux de la passerelle de la Cité Internationale de 220 m de long, ont commencé en mars 2012 pour être achevés en 2013. Le projet d'implantation d'une passerelle qui relierait Caluire à la Cité internationale date de 1994.

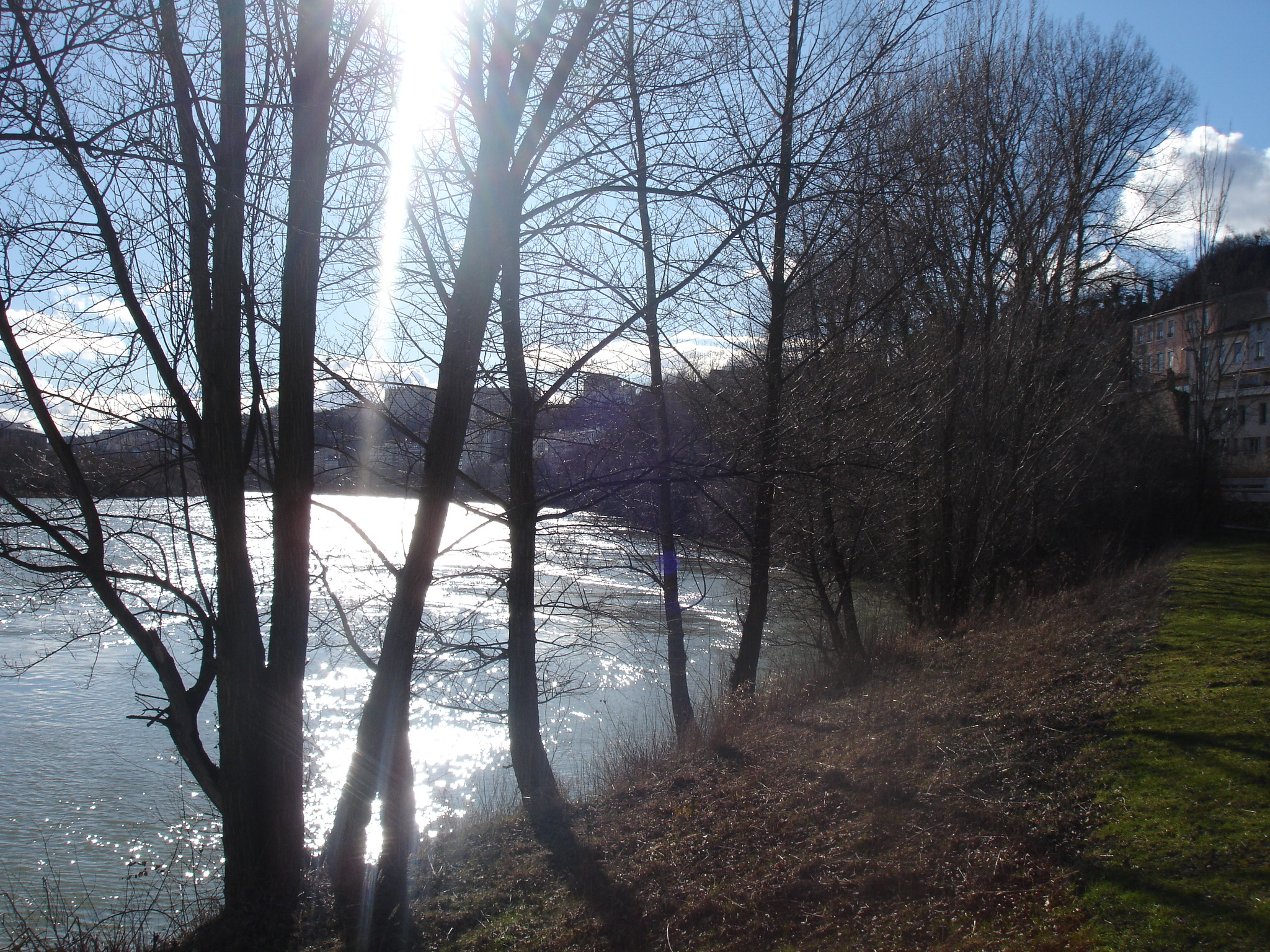
Berges du Rhône au parc Saint-Clair
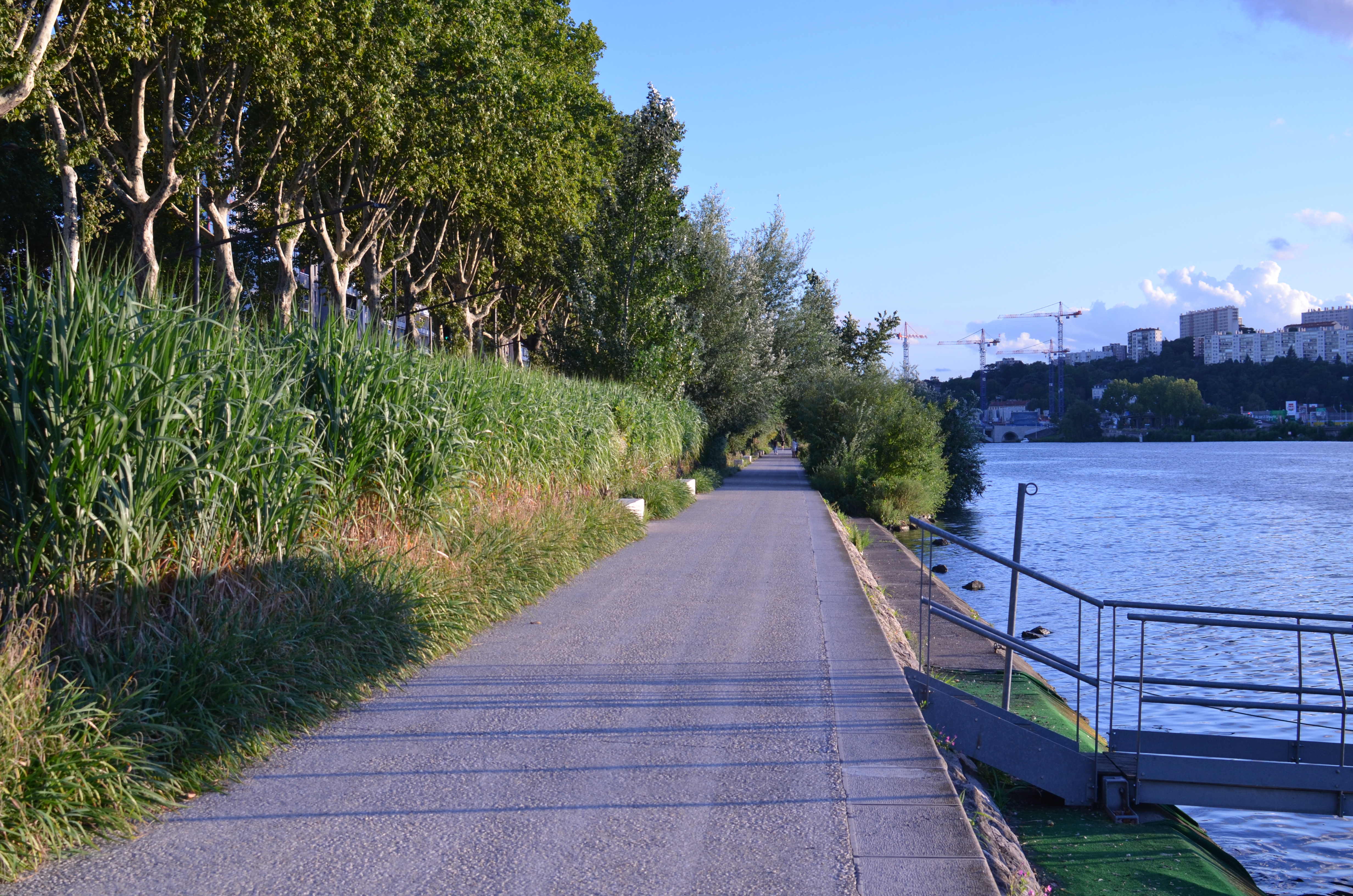
Berges du Rhône au niveau de l'avenue Général-Leclerc

## La rive droite
Sur la rive droite du Rhône, se succèdent les quais suivants :
- Quai Perrache : quartier Perrache, 2e arrondissement
- Quai du Docteur Gailleton : quartier Bellecour, 2e arrondissement
- Quai Jules Courmont : quartier Bellecour, 2e arrondissement
- Quai Jean Moulin : quartier des Cordeliers, 1er et 2e arrondissements
- Quai André Lassagne : quartier des Terreaux, 1er arrondissement
- Cours d'Herbouville : quartier de la Croix-Rousse, 4e arrondissement
- Cours Aristide Briand (Caluire)
- Quai Charles Sénard (Caluire Saint-Clair)

## La rive gauche

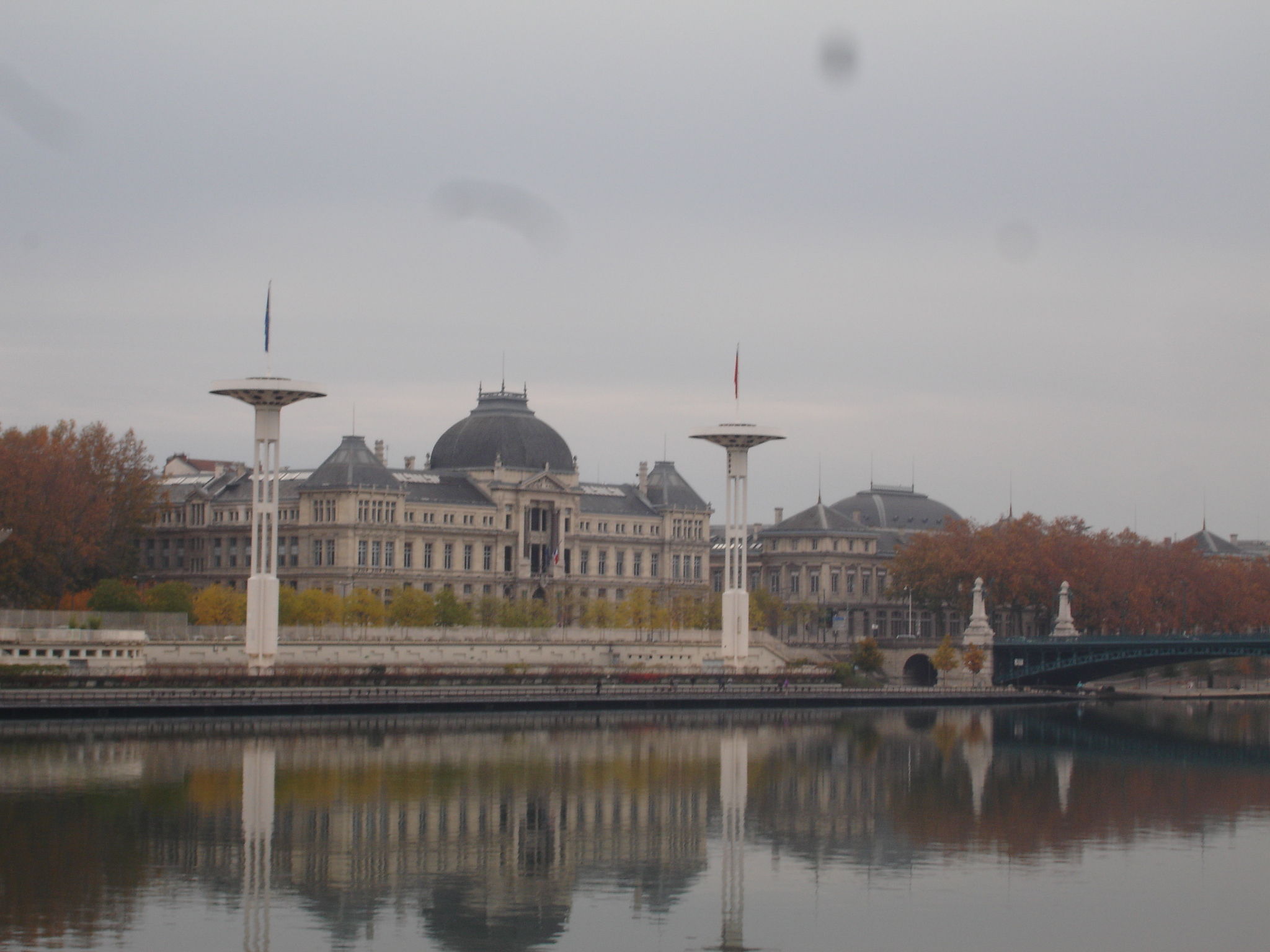
Quai Claude Bernard.

Sur la rive gauche du Rhône, nous trouvons les quais suivants :
- Quai Charles de Gaulle : quartier des Brotteaux, 6e arrondissement
- Avenue de Grande-Bretagne : quartier des Brotteaux, 6e arrondissement
- Quai de Serbie : quartier des Brotteaux, 6e arrondissement
- Quai du général Sarrail : quartier des Brotteaux, 6e arrondissement
- Quai Victor-Augagneur : quartier de La Part-Dieu, 3e arrondissement
- Quai Claude-Bernard : quartier de Montplaisir, 7e arrondissement
- Avenue Leclerc : quartier de Gerland, 7e arrondissement
- Quai Fillon : quartier de Gerland, 7e arrondissement

## Les ponts sur le Rhône
- Le pont Raymond-Poincaré (1939-1989)
- Le Viaduc SNCF (1857)
- La Passerelle de la Cité Internationale
- Le pont Winston-Churchill (1982)
- Le pont de Lattre-de-Tassigny (1956)
- Le pont Morand (1976)
- La Passerelle du Collège (1844)
- Le pont Lafayette (1890)
- Le Pont Wilson (1918)
- Le Pont de la Guillotière (1953)
- Le Pont de l'Université (1903)
- Le Pont Gallieni (1965)
- Le Viaduc de Perrache (1856)
- Le Pont des Girondins (à l'étude)
- Le Pont Pasteur (1949)

## Les rives du Rhône

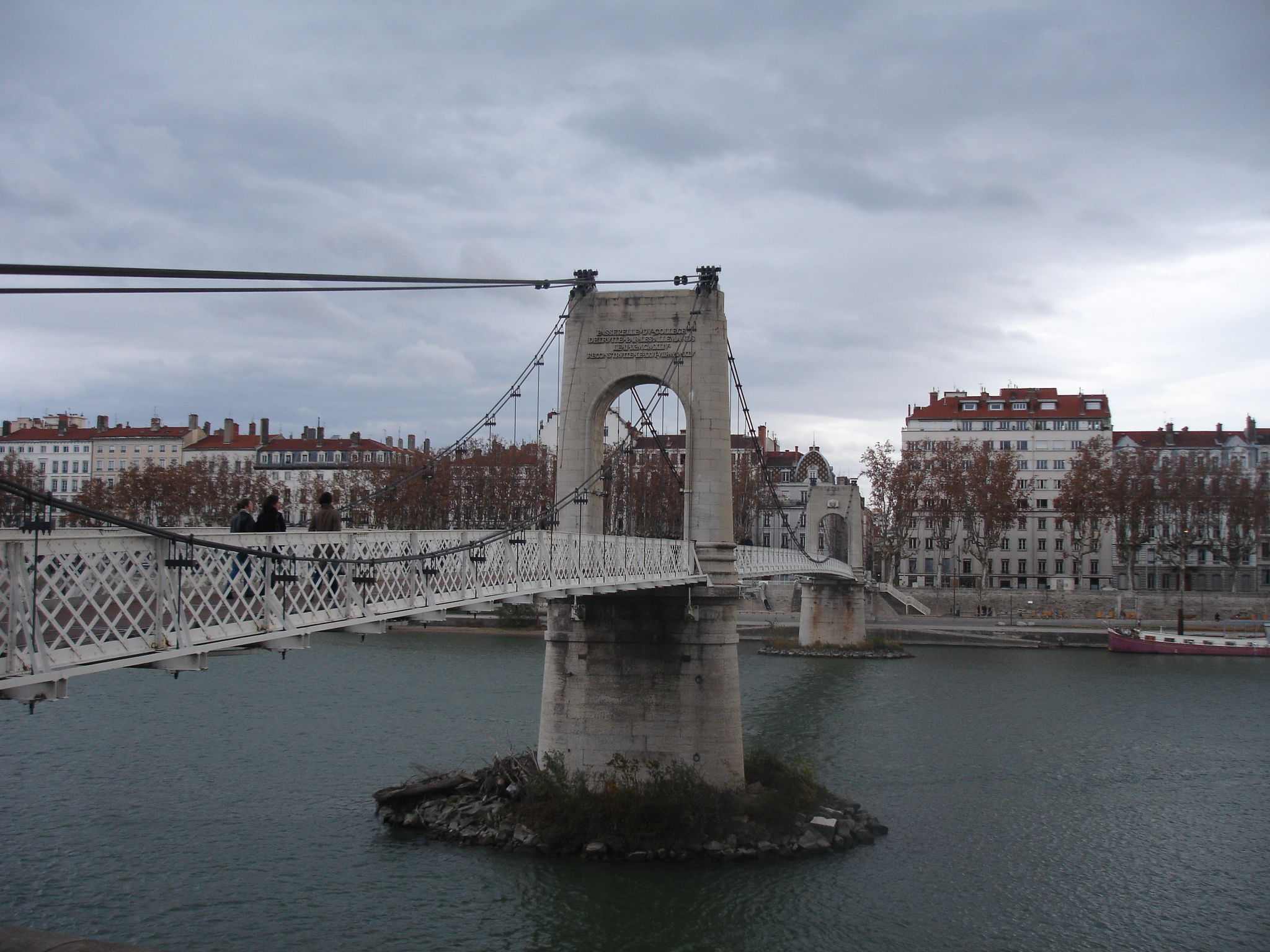
Passerelle du collège
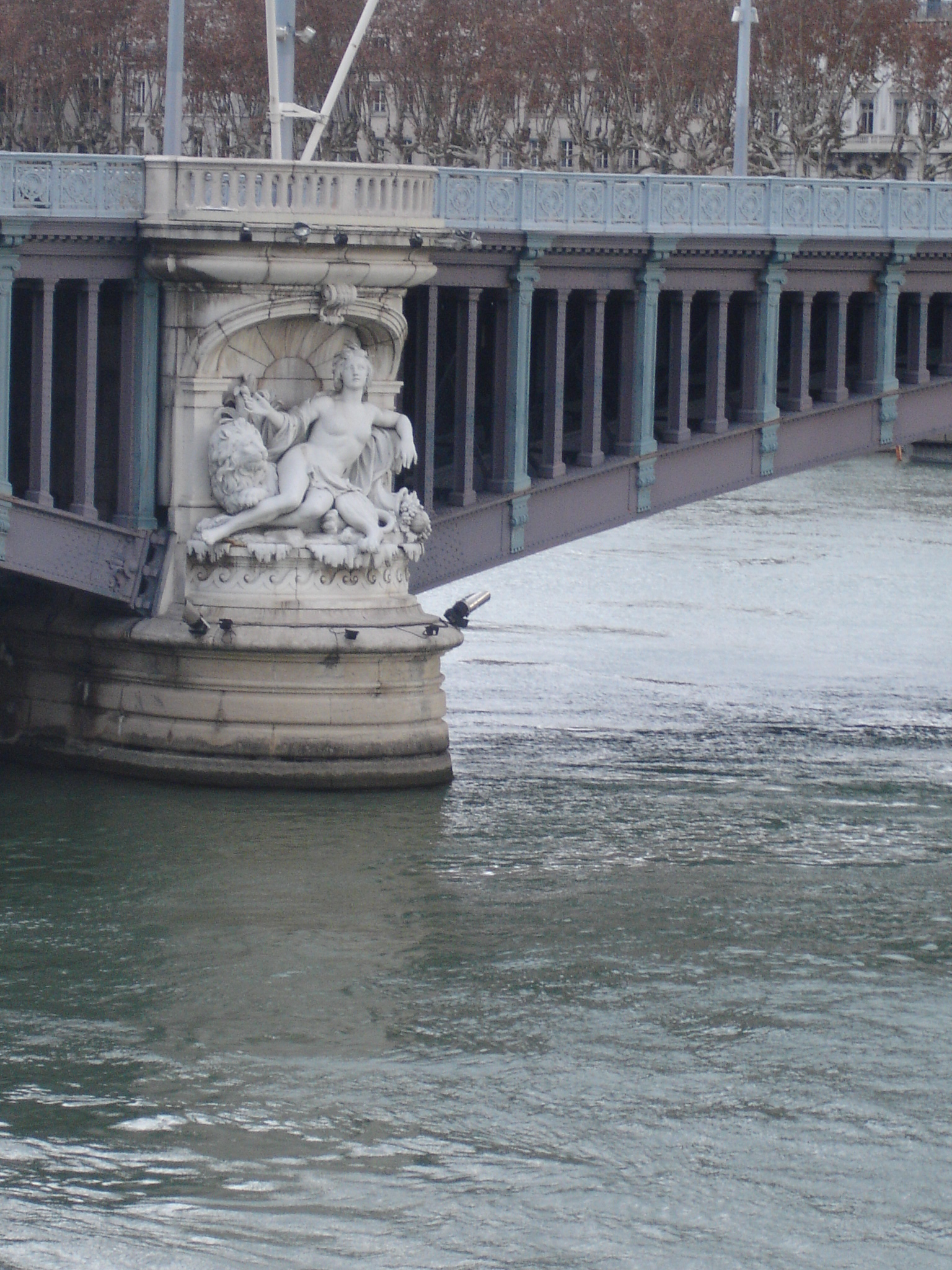
Le Pont Lafayette (détail)
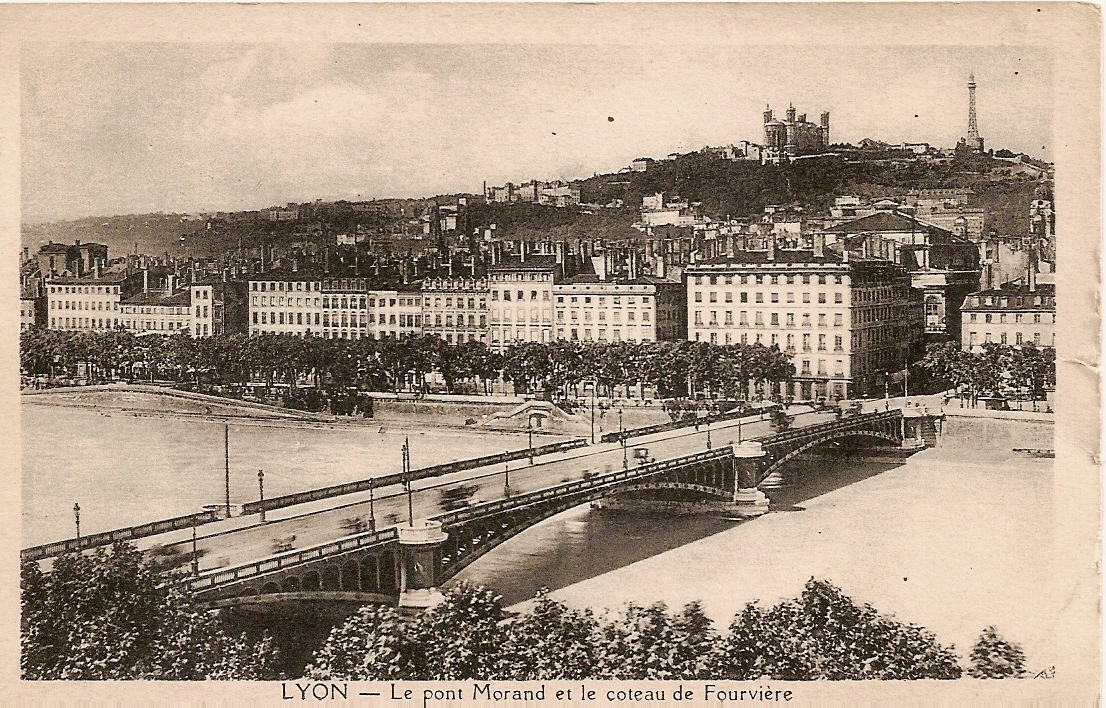
le Pont Morand vers 1900
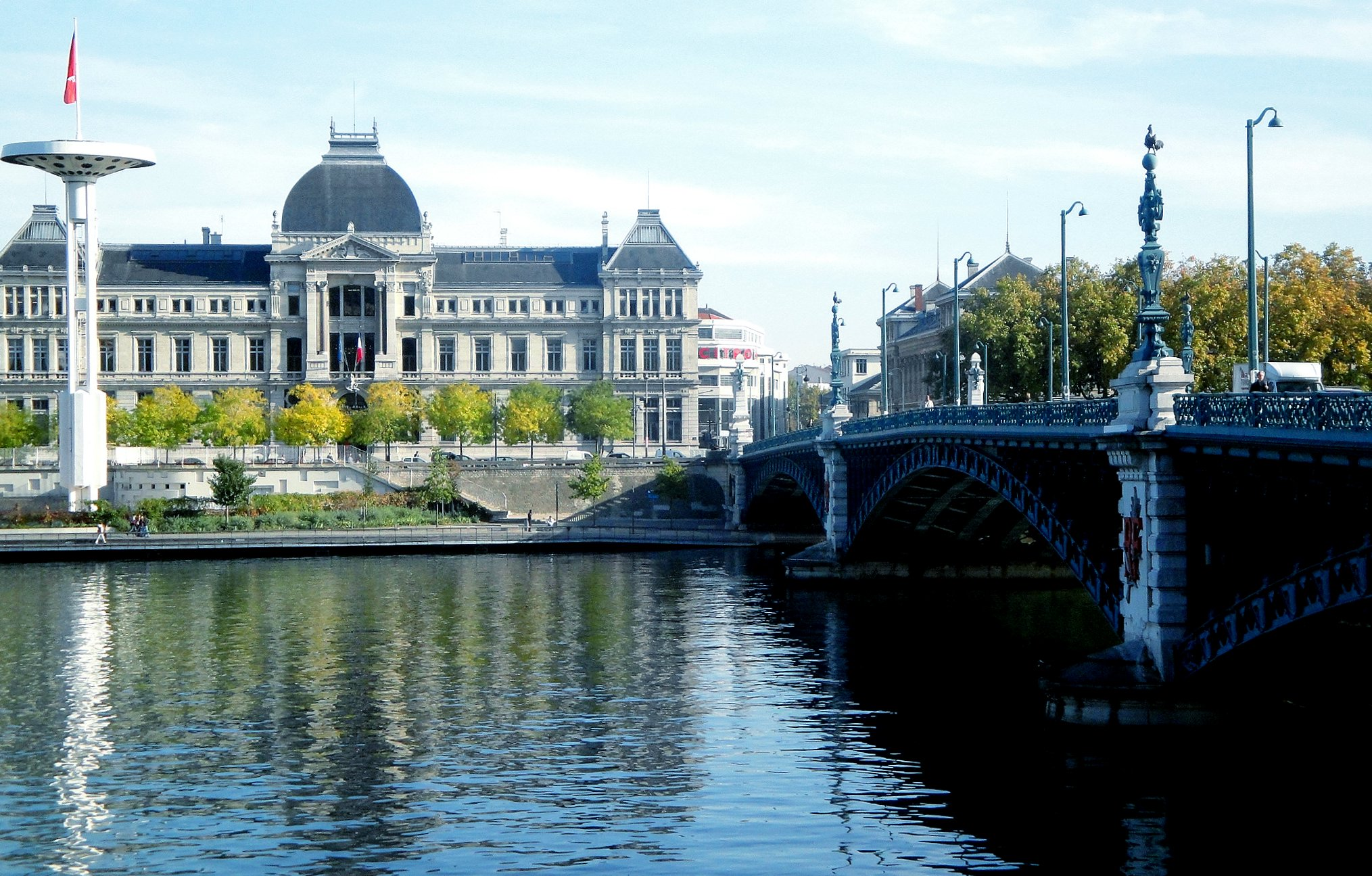
Le Pont de l'Université et les Facultés
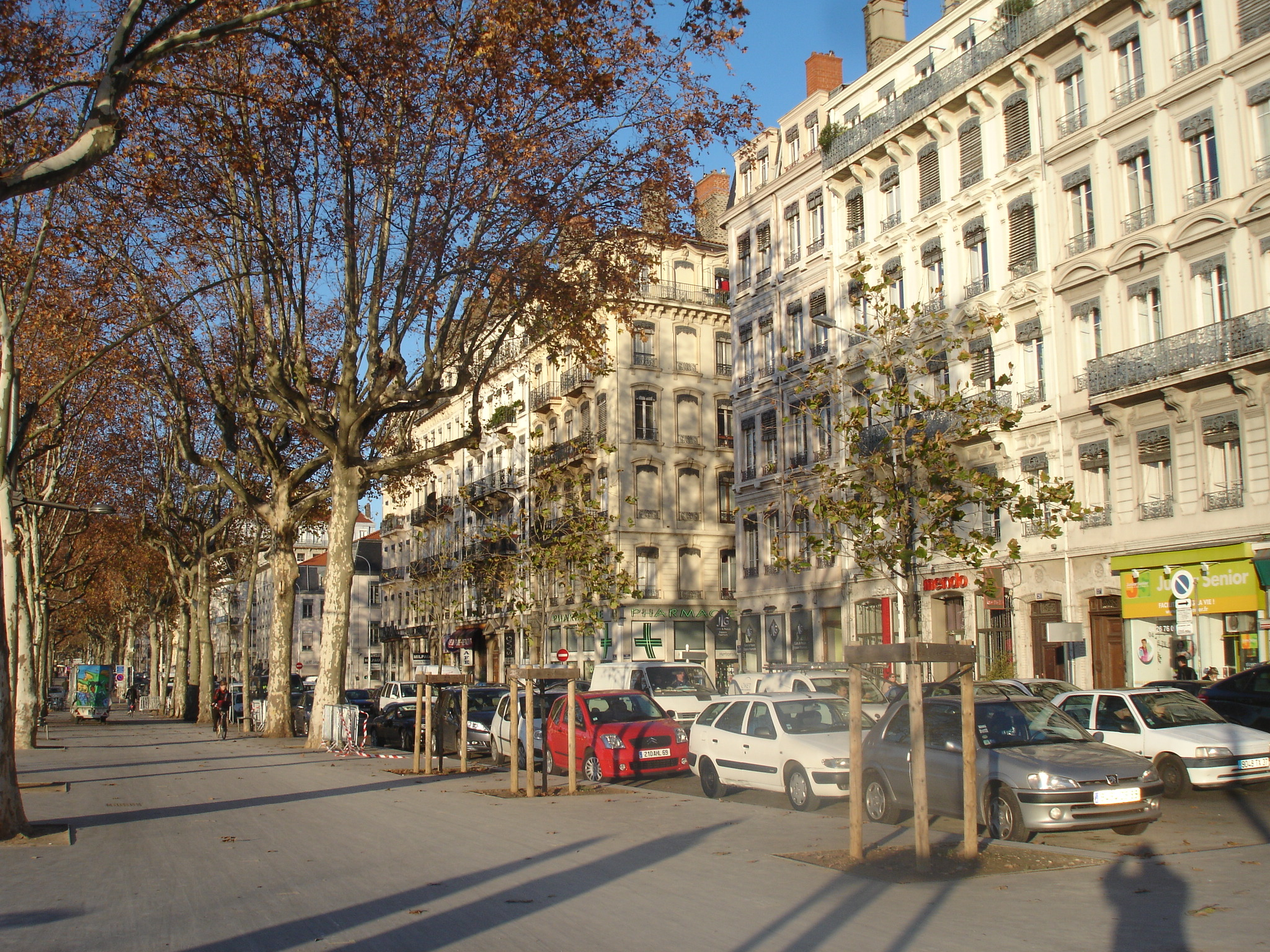
Le quai Victor-Augagneur
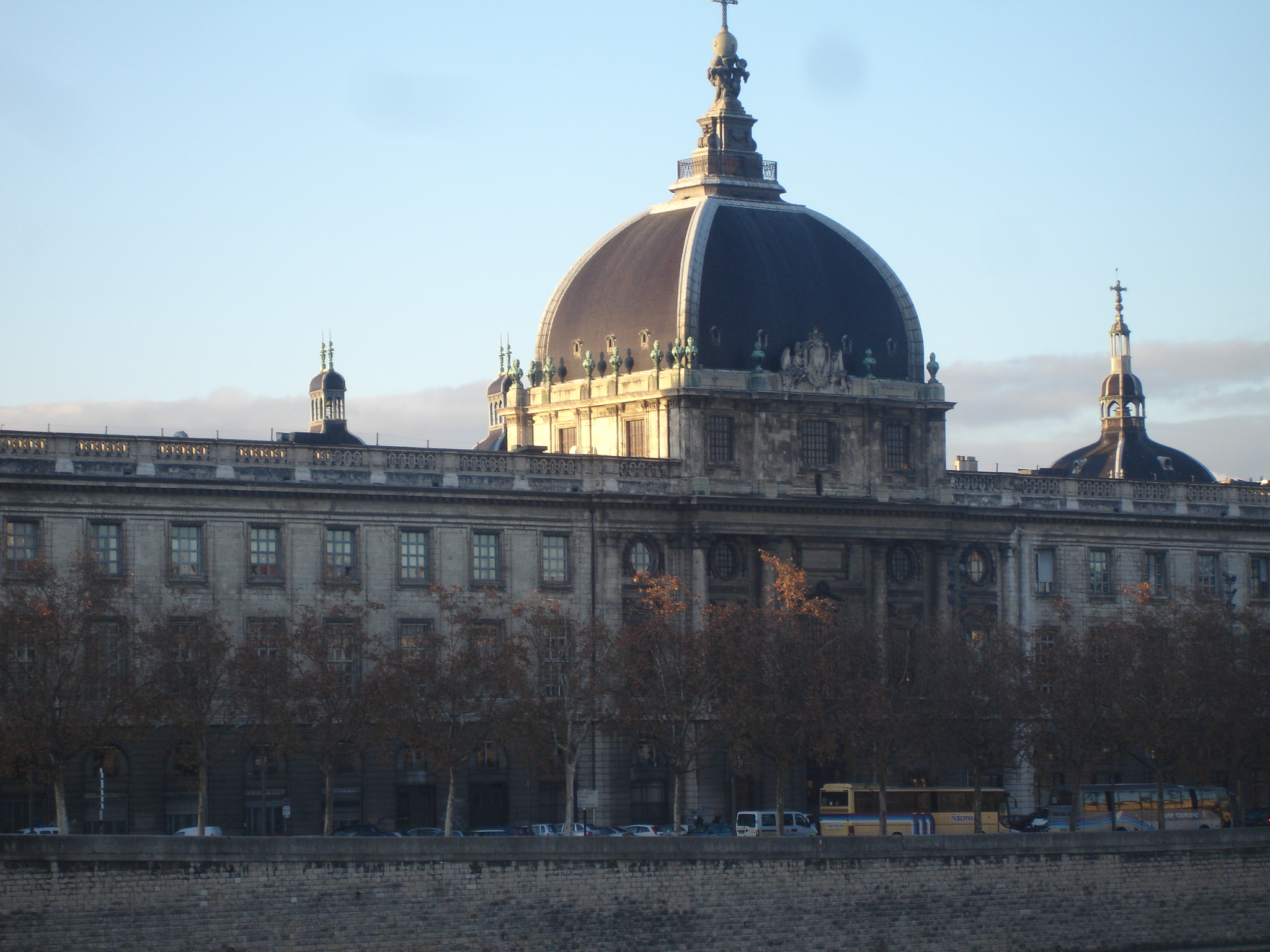
Le quai Jules Courmont et l'Hôtel-Dieu
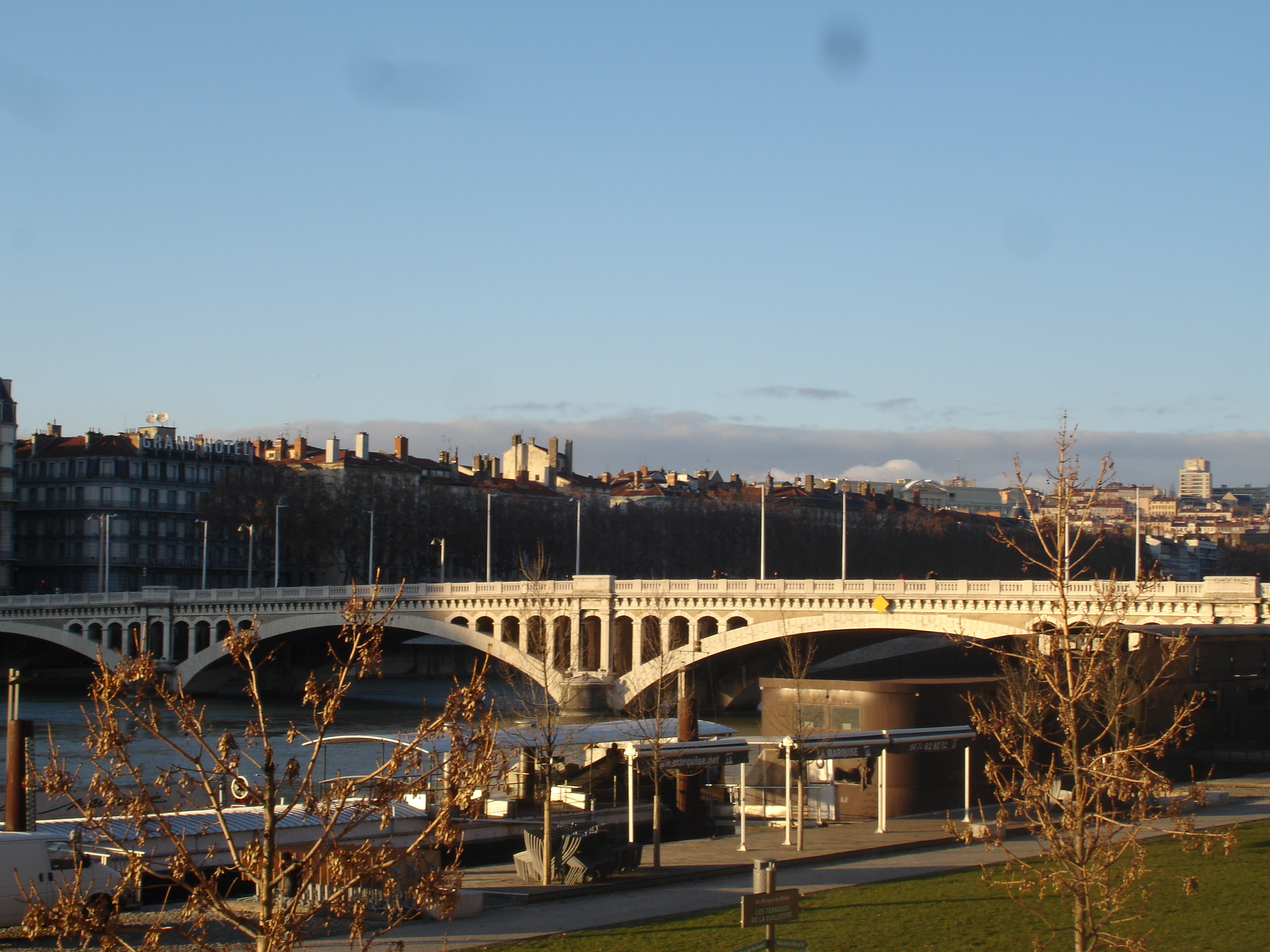
Le pont Wilson
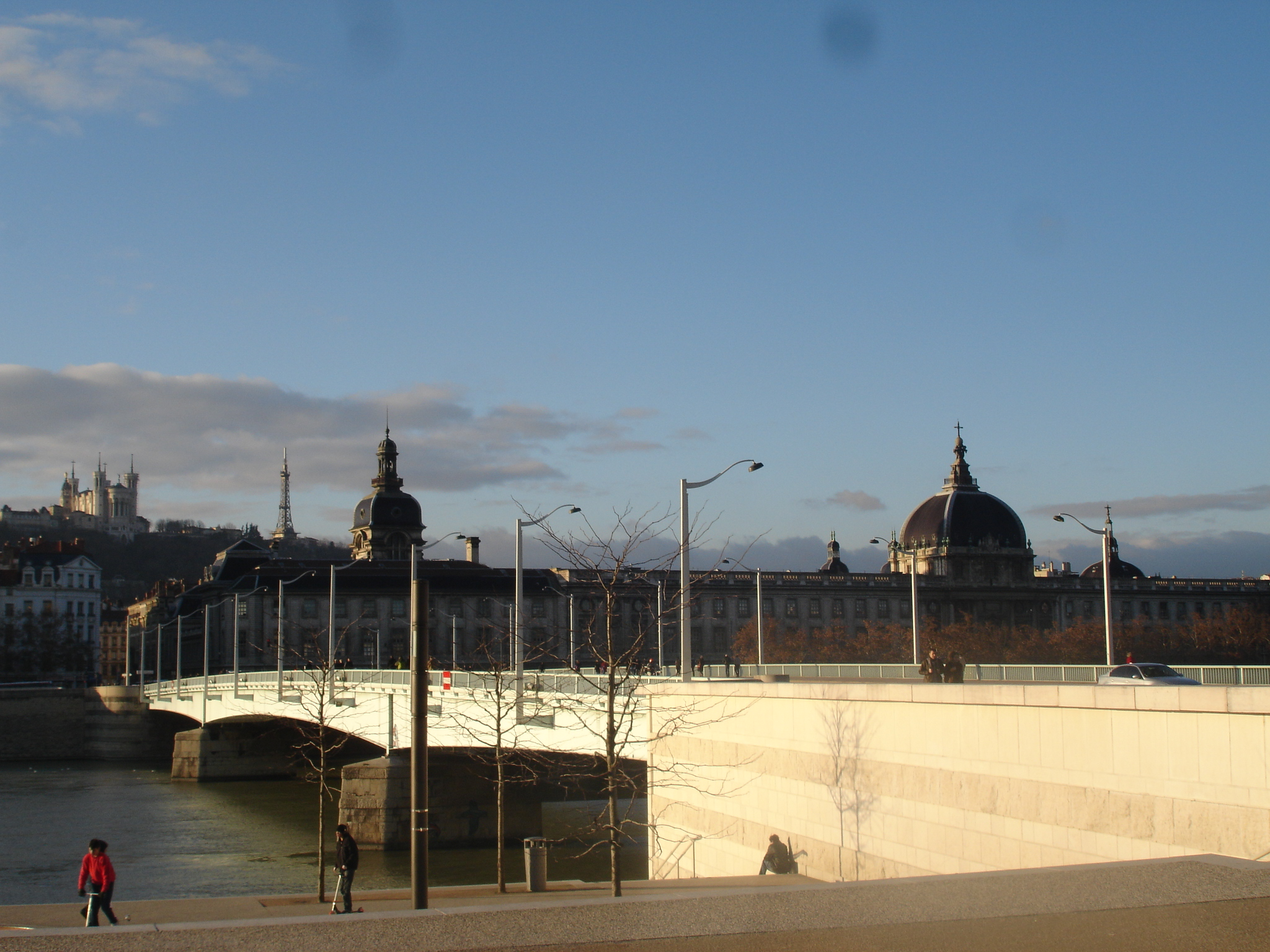
Le pont de la Guillotière et l'Hôtel-Dieu
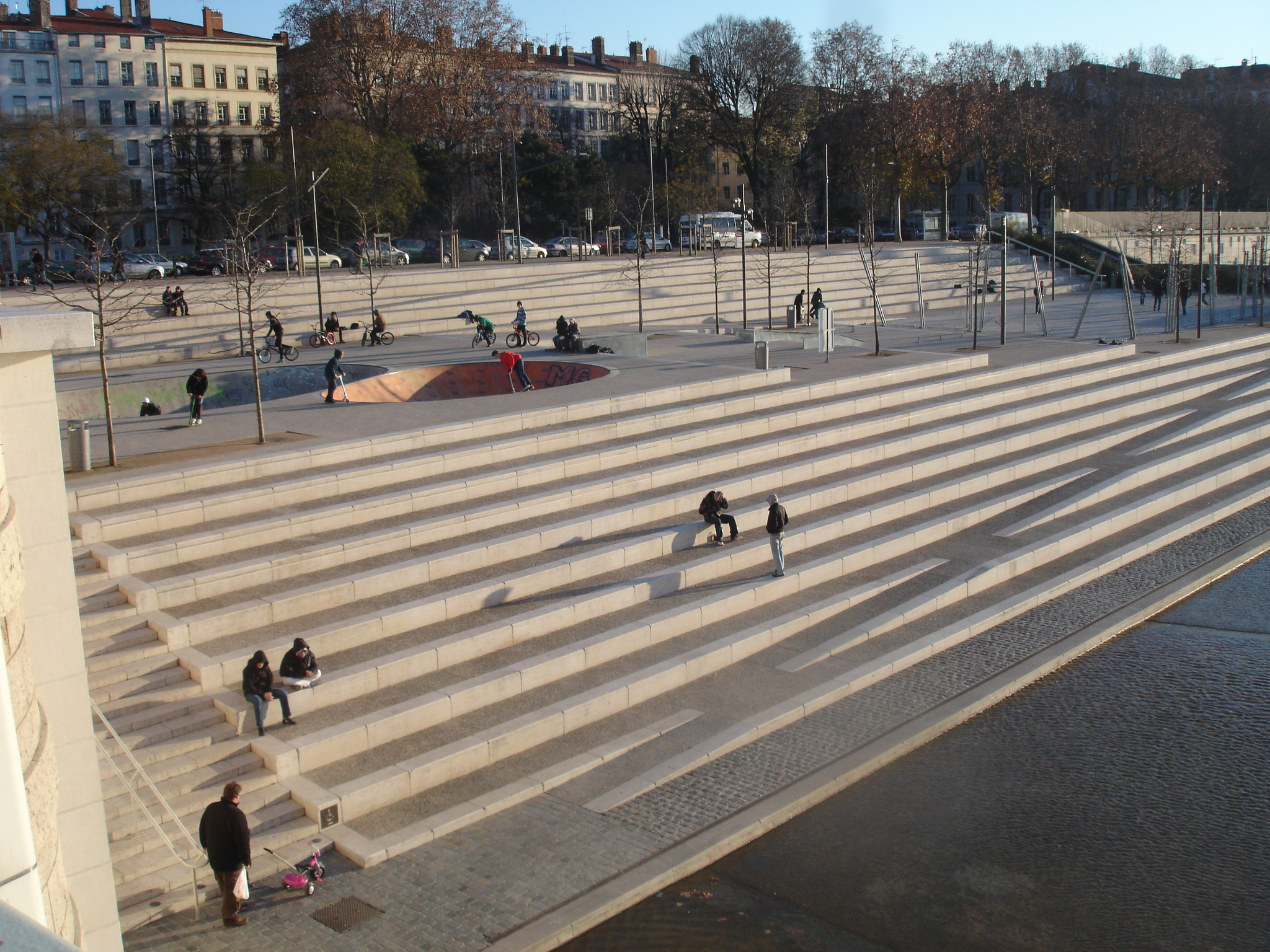
Promenade du Rhône
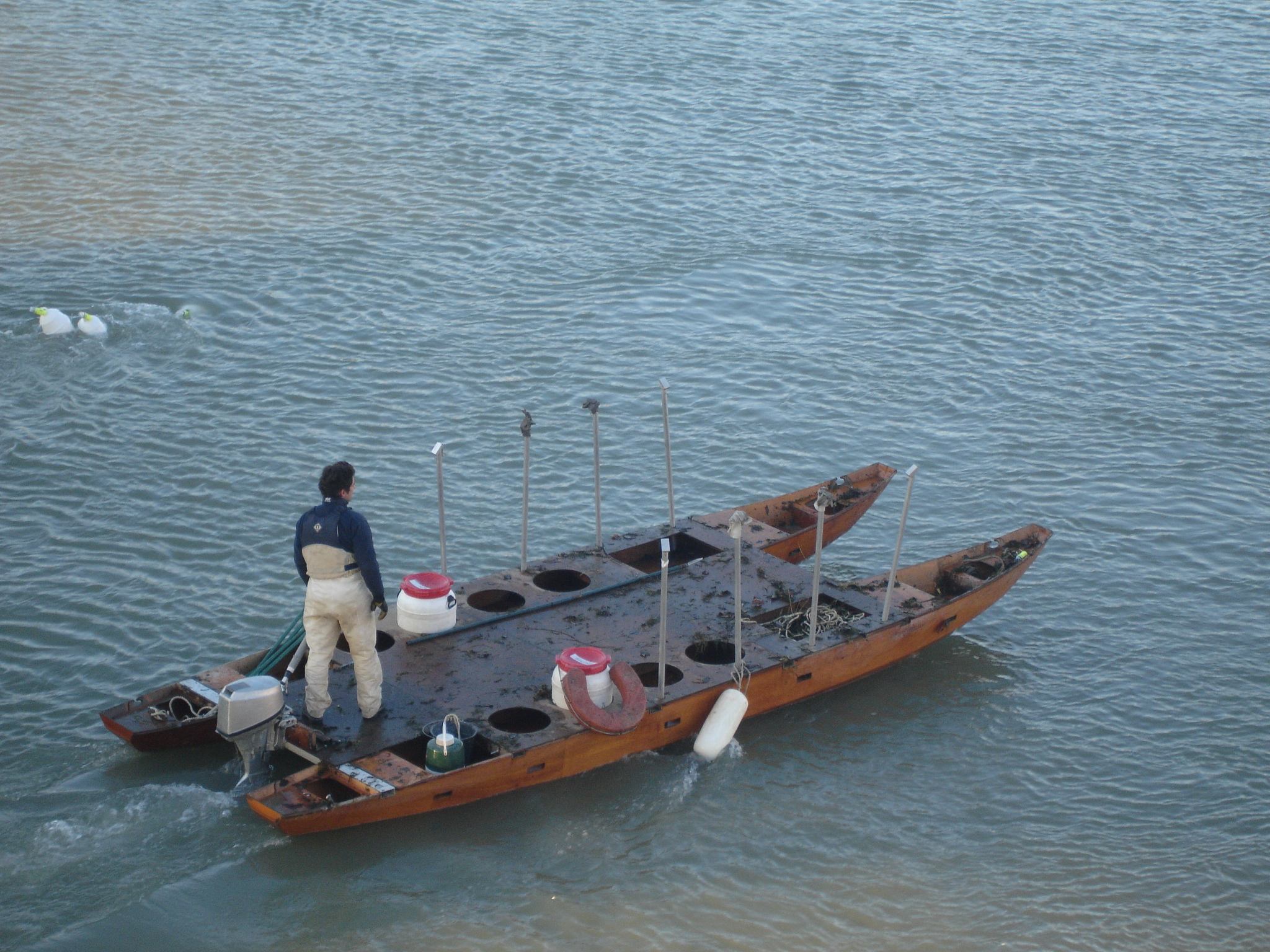
Barge sur le Rhône
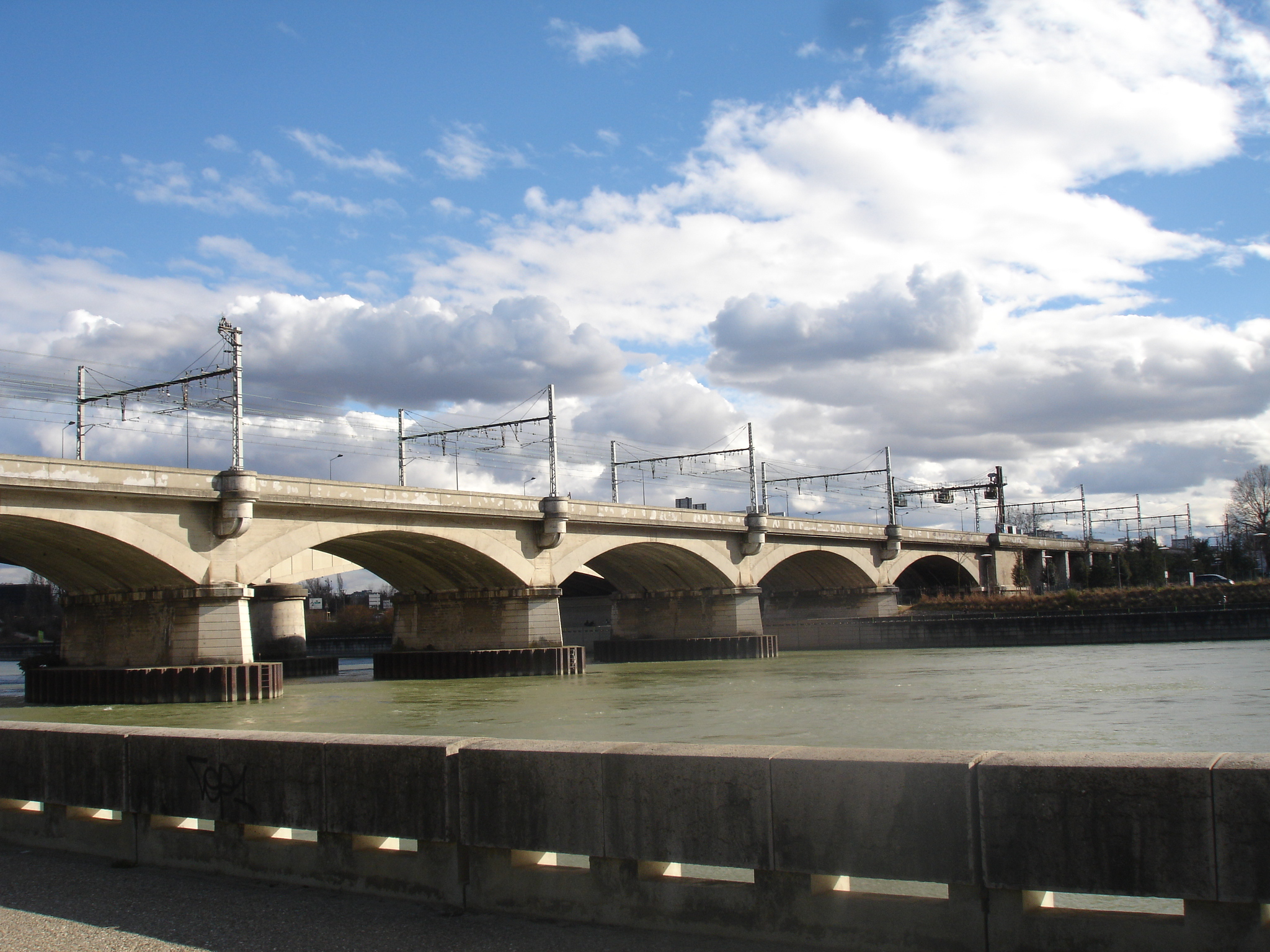
Le pont Poincaré